# Idioma maring
Maring (Mareng) o Yoadabe-Watoare es una lengua trans-neoguineanas de la rama Chimbu–Wahgi hablada en las Tierras Altas de Papúa Nueva Guinea por los maring (tsembaga maring). Existen variaciones dialectales: Maring central, Maring oriental, Timbunki, Tsuwenki, Karamba, Kambegl. El maring central es una variedad inteligible para todos los demás.